# تایرا نو ماساموری
تایرا نو ماساموری (به ژاپنی: 平正盛)؛ زادهٔ قرن دوازدهم میلادی، مرگ ۱۱۲۱ میلادی) پسر  تایرا نو ماساشیگه یک سامورایی از خاندان تایرا در اواخر دوره هی‌آن اهل ژاپن بود. وی فرماندار ولایت تانگو، ولایت بیزن، ولایت تاجیما، ولایت اینابا، ولایت واکاسا و ولایت سانوکی بود. وی پدربزرگ تایرا نو کیوموری بود.